# Sebastián González
Sebastián Ignacio González Valdés, čilenski nogometaš, * 14. december 1978, Viña del Mar, Čile.
Sodeloval je na nogometnemu delu poletnih olimpijskih iger leta 2000.